# Paul Rockwell
Paul Ayres Rockwell, född 3 februari 1889 i Nichols, South Carolina, död 22 augusti 1985 i Asheville, North Carolina, var en amerikansk journalist och militär. Han var bror till Kiffen Rockwell. Troligen var de två bröderna de första amerikaner som deltog i första världskriget.
När Paul Rockwell och hans bror Kiffen hörde talas om krigsutbrottet i Europa bestämde de sig omgående för att ta sig över till Frankrike för att kunna skriva om kriget. De avreste med båt 3 augusti 1914 till Liverpool, redan under resan kom de fram till att de ville ansluta sig som soldater. Efter att de kontaktat den franska ambassaden i London fick de biljetter till Paris via Le Havre. 30 augusti fick de ut sina uniformer vid träningslägret i Rouen och efter en grundutbildning överfördes de till lättare tjänst i Toulouse. Under vintern placerades Paul i ett förband nära Chemin-des-Dames där han skadades allvarligt första krigsvintern.
Som invalid drogs Paul bort från aktiv frontjänst, och han placerades i det franska högkvarteret som ansvarig för kontakterna med Allied Press Mission, samtidigt skrev han själv artiklar som korrespondent för Chicago Daily News. När oroligheterna bröt ut i Marocko anmälde han sig som soldat även där, han tillbringade en del av 1926 som bombfällare i ett Brequet bombflygplan. Under andra världskriget tjänstgjorde han för U.S. Army Air Forces räkning i Nordafrika, Sicilien och Europa. Han lämnade det amerikanska flygvapnet som överste. Rockwell är den ende amerikan som har tilldelats den franska Croix de Guerre tre gånger, första gången för första världskriget, andra gången för andra marockanska kriget, och slutligen för andra världskriget, han tilldelades även Légion d'honneur.